# Osternienburg
Osternienburg – dzielnica gminy Osternienburger Land w Niemczech, w kraju związkowym Saksonia-Anhalt, w powiecie Anhalt-Bitterfeld.
Do 31 grudnia 2009 była to oddzielna gmina we wspólnocie administracyjnej Osternienburg. Do 1 lipca 2007 należała do powiatu Köthen.

## Geografia
Dzielnica Osternienburg leży pomiędzy miastami Köthen i Aken (Elbe).
W skład obszaru dawnej gminy wchodziły dwie dzielnice:

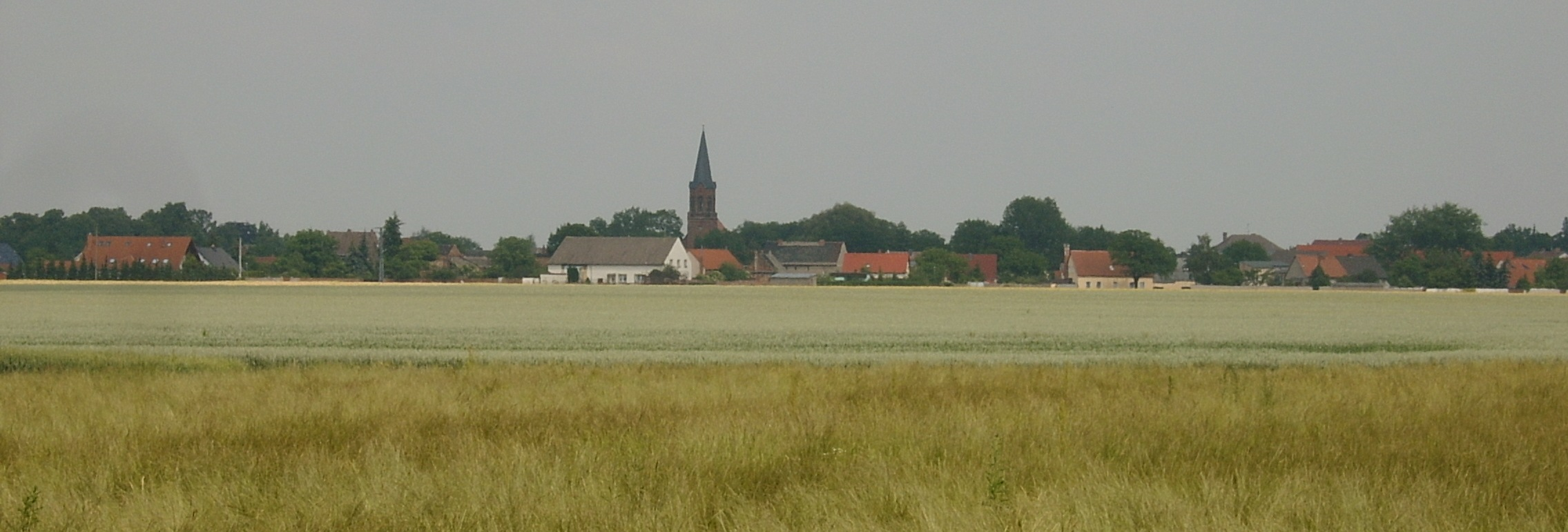
Osternienburg

- Pißdorf
- Sibbesdorf